# Henri VII de Brzeg
Henri VII de Brzeg également connu comme le Balafré  ou aux Cicatrices (en polonais Henryk VII z Blizną, Waleczny ou brzeski; né vers 1343/45 – † 11 juillet 1399), est duc de Brzeg (en allemand Brieg) depuis 1361 comme co-régent de son père jusqu'en 1398 il règne sur  Niemcza depuis 1395.

## Biographie
Henri VII est le fils ainé de Louis Ier le Beau, duc de Brzeg et de son épouse Agnès de Głogów, fille de Henri IV de Głogów-Żagań. La mort de son jeune frère Venceslas le 15 septembre 1358 le laisse seul héritier male de son père.
Selon la chronique contemporaine « Kronice Legnickiej »  l'épithète latine Stigmatias  donnée à Henri VII (en polonais « z Blizną » [avec des Cicatrices] et en allemand mit der Schramme) , adoptée par les historiens postérieurs est un surnom qui semble lié aux résultats de blessures reçues au visage dans des circonstances inconnues vers 1373, alors qu'il était apparemment proche de la mort.
Henri VII apparait pour la première fois dans la documentation seulement en 1358, et bien qu'il soit en âge d'exercer les responsabilités du pouvoir, ce n'est qu'en 1395 quand il est âgé de plus de cinquante ans qu'il reçoit la région de Niemcza. En fait il avait obtenu le droit d'acquérir la région en 1382 de Venceslas IV, mais l'acquisition formelle n'intervient que dix ans plus tard en 1392.
La raison de cette situation est liée à la politique de Louis Ier soucieux de refuser les divisions dans le très petit duché de Brzeg. Cependant en 1360 ou 1361, Henri VII est associé  par son père comme corégent, mais sans aucun pouvoir. Il n'élève aucune protestation contre son père ni volonté d'avoir un domaine propre pour lui-même ce qui est très inhabituel à l'époque dans les duché de Silésie contrôlés par les Piast.
En 1365 Henri VII, conjointement avec son cousin  Robert/Rupert Ier prend part aux expéditions de Charles IV du Saint-Empire en Provence, au cours desquelles il visite la cour du Pape d'Avignon où il tente d'obtenir des prébendes pour sa famille. Louis Ier meurt le  6/23 décembre 1398 et Henri VII obtient enfin comme seul duc le duché de Brzeg mais il meurt de manière inexpliquée huit mois plus tard le 11 juillet 1399.

## Union et postérité
En janvier 1369, Henri VII épouse Hélène († 19 juin 1369), fille d'Otto V d'Orlamünde. Ils ont un fils :
- Henri IX.

En juillet 1379, Henri VII épouse en secondes noces Marguerite de Mazovie (née avant 1358 - † vers 14 mai 1388), fille de Siemovit III de Mazovie et veuve de Casimir IV de Poméranie. Ils ont deux enfants : 
- Marguerite (née 1380/84 - † après le 2 octobre 1408) qui est fiancée un moment avec Sigismond de Luxembourg, futur roi de Bohême, Hongrie et plus tard empereur du Saint-Empire mais le projet de noces reste sans suite.
- Louis II.

## Sources
- (en) Cet article est partiellement ou en totalité issu de l’article de Wikipédia en anglais intitulé « Henry VII of Brzeg » (voir la liste des auteurs), édition du 1er juillet 2014.
- (de) Europäische Stammtafeln Vittorio Klostermann, Gmbh, Francfort-sur-le-Main, 2004  (ISBN 3465032926),  Die Herzoge von Schlesien, in Liegnitz 1352-1596 und in Brieg 1532-1586 des Stammes der Piasten  Volume III Tafel 10.
- (en) & (de) Peter Truhart, Regents of Nations, K. G Saur Münich, 1984-1988 (ISBN 359810491X), Art. « Brieg (pol. Brzeg) »  p. 2.448.